# Страуя (река)
Страуя (латыш. Strauja; устар. Страуска) — река на востоке Латвии. Правый приток Утрои (Ритупе). Протекает по территории Малнавской, Голышевской и Мердзенской волостей Карсавского края, и Пушмуцовской волости Циблского края.
Длина реки составляет 24 (22) км, площадь водосборного бассейна 120,6 (121) км².

## Гидрография
Исток берёт из прудов между сёлами Латиши (латыш. Latiši) и Поляки (латыш. Poļaki), на высоте, примерно, 145 метров над уровнем моря, в полукилометре юго-западнее административного центра Пушмуцовской волости — Пушмуцова (латыш. Pušmucova). От истока 6 км течёт преимущественно на север. При пересечении границы Пушмуцовской и Мердзенской волостей поворачивает на восток западнее Мердзене (латыш. Mērdzene), где Страую пересекает региональная автодорога P49 (Карсава — Лудза — Эзерниеки). Восточнее села Рузори (латыш. Rūzori) основным направлением течения постепенно становится север, затем, после впадения Лочупейте и Крейчу-упите, пересекает границу Мердзенской и Голышевской волостей. Примерно, в 3 км от устья, в месте пересечения границы Голышевской и Малнавской волостей, поворачивает на северо-запад. Около устья ширина русла достигает 8 метров, дно песчаное, глубина — 1,7 м, скорость течения — 0,1 м/сек. Впадает в Утрою по правой стороне в 138 км от её устья, на высоте 98 метров над уровнем моря, к югу от села Маззельчева (латыш. Mazā Zeļčova).
| Название                                      | Сторона впадения | Длина | Бассейн  | Координаты устья                |
| --------------------------------------------- | ---------------- | ----- | -------- | ------------------------------- |
| Барановская канава (латыш. Baranovkas grāvis) | правая           | 5 км  | ?        | 56°43′03″ с. ш. 27°49′42″ в. д. |
| Крейчу-упите (латыш. Kreiču upīte)            | правая           | 7 км  | 13,8 км² | 56°42′34″ с. ш. 27°49′48″ в. д. |
| Лочупейте (латыш. Ločupeite)                  | правая           | 19 км | 38,9 км² | 56°42′11″ с. ш. 27°49′53″ в. д. |